# 香港活動家尖閣諸島上陸事件

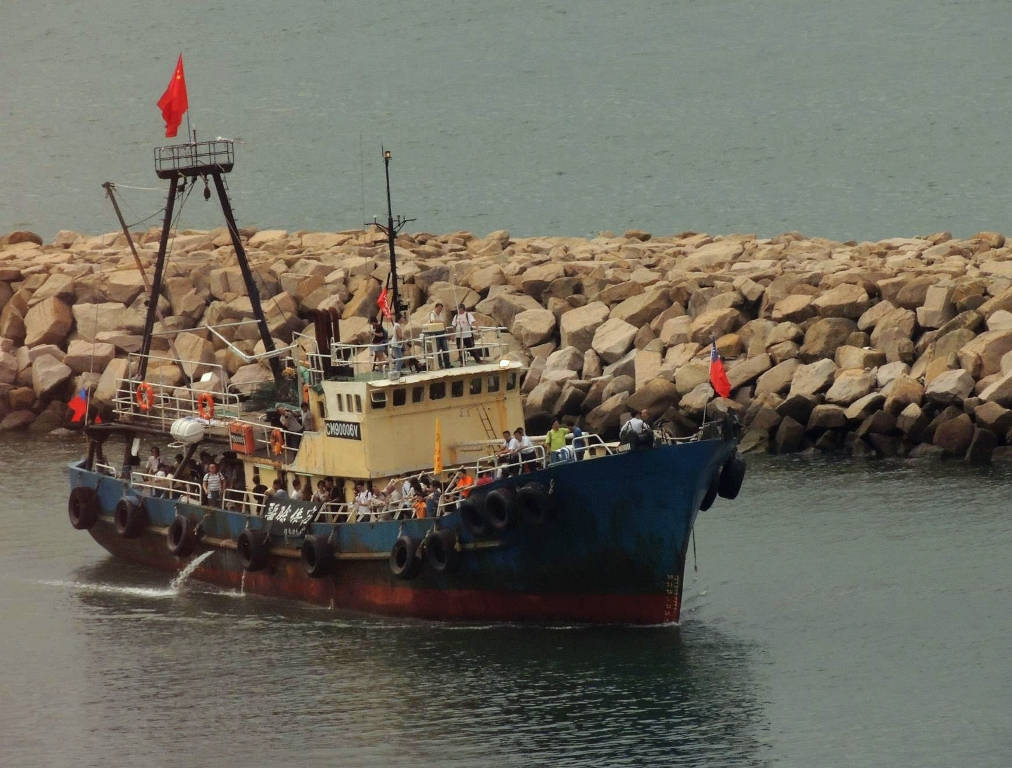
香港活動家の抗議船

香港活動家尖閣諸島上陸事件（ホンコンかつどうか せんかくしょとうじょうりくじけん）とは、2012年8月15日に中華人民共和国香港特別行政区の「保釣行動委員会」のメンバーらが、尖閣諸島に対する中華圏の領有権を主張する目的で、日本の沖縄県石垣市尖閣諸島魚釣島に上陸した事件。

## 概要
海上保安庁によると、2012年8月15日午後5時29分、香港、マカオ、大陸の団体「保釣行動委員会」の活動家らが乗船している抗議船が日本の領海内に侵入し、活動家ら7人が魚釣島に上陸した。これに対して、抗議船の来島の情報をつかんでいた海上保安庁と警察は事前に魚釣島に人員を配備、沖縄県警察は午後5時54分、出入国管理及び難民認定法（入管難民法）第65条違反の現行犯で上陸後も島に留まり続けた活動家ら5人を逮捕し、その後は第十一管区海上保安本部により船に乗っていた者も含めて9人を不法入国で現行犯逮捕、総計14人を逮捕した。外国人による尖閣諸島不法上陸は2004年3月以来となる。
逮捕された14人は海上保安庁の巡視船で那覇港新港ふ頭に移動。警察官に逮捕された5人は沖縄県内の那覇警察署、浦添警察署、豊見城警察署、与那原警察署に別々に移送され取り調べを受け、海上保安官に逮捕された9人は、第十一管区海上保安本部で取り調べを受けた。活動家らは上陸する際に、抗議船の進路規制を行う海上保安庁の巡視船に煉瓦やコンクリート片などを投げつけていたが起訴されず、身柄を引き渡された法務省福岡入国管理局那覇支局により14人全員の強制送還手続きがとられ、17日に乗ってきた石垣島停泊中の抗議船と那覇空港からのチャーター機により香港に強制送還された。
当初は中華民国（台湾）の団体「中華保釣協会」も香港の活動家と海上で合流して共に尖閣諸島に向かう予定であったが、台風接近に加えて漁船のオーナーから許可が得られなかったとして断念した。台湾海岸巡防署は関与を拒否しているが尖閣問題で「中国と共同歩調をとらない」とする馬英九政権（総統）の方針で事実上の阻止となったとみられているが、その一方で香港活動家に対しては、救援物資の提供等、人道的支援を行なっている。また活動家の1人である曽健成は馬と協力関係にあったとしている。
この上陸で中国人活動家が日本の官憲に逮捕されたことから、中華圏では2012年の中国における反日活動が発生した。また、この上陸の4日後の8月19日には、この上陸に対抗して日本の地方議員や活動家が魚釣島に上陸している（日本人活動家尖閣諸島上陸事件）。

## 日本政府の対応
内閣総理大臣の野田佳彦は「法令にのっとり厳正に対処する」と発言し、内閣官房長官の藤村修は「尖閣諸島がわが国固有の領土であること、歴史的にも国際法上も疑いなく、有効に支配している」と強調した。これに先立ち外務省事務次官の佐々江賢一郎は程永華駐日中国大使を同省に呼び抗議した。
8月14日、日本政府は「けが人が出るような強硬手段を用いない」とする米村敏朗内閣危機管理監の対処方針を了承した。入管難民法65条には他の犯罪容疑がない場合に限り強制送還の手続きに入ることができる例外規定がある一方で、海保巡視船との衝突で適用される器物損壊罪やレンガのようなものを投げつけていたことから公務執行妨害罪が適用される可能性もあったとみられるが、これを避けるため強制送還を前提として迅速に対処したとの見方や、2010年に発生した尖閣諸島中国漁船衝突事件で逮捕した中国人船長の扱いで日中が激しく対立した二の舞いを避けたい日本と、共産党大会を控え反日世論の拡大や外交の不安定化を望んでいないとされる中国の思惑があるとの見方がある。

## 上陸した人物
- 楊匡（中国語版）（団長）：香港の政治団体「人民力量」メンバー
- 王化民（中国語版）：香港公民党新界西支部執行委員
- 曾健成（中国語版）（1956年 - ）：前香港特別行政区立法会議員
- 伍錫堯（中国語版）：マカオ五邑郷親同盟会会長
- 古思堯（1949年 - ）：香港の街頭示威活動家
- 羅堪就（中国語版）：船主

## 上陸した団体
- 保釣行動委員会